# Liste de poètes de langue allemande
Cet article répertorie des poètes ayant écrit en langue allemande.
- Haut – A
- B
- C
- D
- E
- F
- G
- H
- I
- J
- K
- L
- M
- N
- O
- P
- Q
- R
- S
- T
- U
- V
- W
- X
- Y
- Z

## A
- Heinrich Albert
- Klaus Anders
- Ernst Anschütz
- Ernst Moritz Arndt
- Achim von Arnim
- Bettina von Arnim
- Christoph Arnold
- Rose Ausländer

## B
- Ingeborg Bachmann
- Hugo Ball
- Jakub Bart-Ćišinski
- Adolf Bartels
- Hans Baumann
- Rudolf Baumbach
- Heinrich Bebel
- Nikolaus Becker
- Michael Beer
- Gottfried Benn
- Alexandra Bernhardt
- Hans Bethge
- Marcel Beyer
- Jacob Bidermann
- Wolf Biermann
- Rudolf Binding
- Johannes Bobrowski
- Heinrich Böll
- Wolfgang Borchert
- Nicolas Born
- Rainer Brambach
- Sébastien Brant
- Joachim Wilhelm von Brawe
- Bertolt Brecht
- Clemens Brentano
- Rolf Dieter Brinkmann
- Georg Büchner
- August Bungert
- Gottfried August Bürger
- Erika Burkart
- Wilhelm Busch

## C
- Paul-Henri Campbell
- Hans Carossa
- Friedrich Rudolph Ludwig von Canitz
- Ernesto Castillo
- Paul Celan
- Conrad Celtes
- Hanns Cibulka
- Matthias Claudius
- Mara-Daria Cojocaru
- Ann Cotten
- Karl Philipp Conz
- Johann Andreas Cramer
- Peter Crüger

## D
- Tankred Dorst
- Annette von Droste-Hülshoff
- Friedrich Dürrenmatt

## E
- Oswald Egger
- Günter Eich
- Joseph von Eichendorff
- Adolf Endler
- Hans Magnus Enzensberger

## F
- Daniel Falb
- Gerhard Falkner
- Meinolf Finke (1963-)
- Kerstin Fischer
- Erich Fried
- Max Frisch

## G
- Ottokar aus der Gaal
- Stefan George
- Robert Gernhardt
- Friedrich Glauser
- Johann Wolfgang von Goethe
- Claire Goll
- Yvan Goll
- Alfred Gong
- Christian Dietrich Grabbe
- Durs Grünbein
- Karl Gutzkow
- Günter Grass

## H
- Albrecht von Haller
- Gerhart Hauptmann
- Johann Peter Hebel
- Heinrich Heine
- Wilhelm Heinse
- Georg Herwegh
- Hermann Hesse
- Karl Heinrich Heydenreich
- Rolf Hochhuth
- Friedrich Hölderlin
- Peter Huchel

## J
- Hendrick Jackson
- Angelika Janz
- Elfriede Jelinek
- Ernst Jünger

## K
- Erich Kästner
- Marie Luise Kaschnitz
- Gottfried Keller
- Philipp Khabo Koepsell
- Gottfried Kinkel
- Sarah Kirsch
- Karin Kiwus
- Thomas Kling
- Friedrich Gottlieb Klopstock
- Savo Kostadinovski
- Dagmara Kraus
- Helmut Krausser
- Karl Krolow
- Günter Kunert

## L
- Else Lasker-Schüler
- Till Lindemann
- Wolfram Lotz

## M
- Andreas Mand
- Klaus Mann
- Thomas Mann
- Karl May
- Friederike Mayröcker
- Elli Michler
- Christian Morgenstern
- Heiner Müller
- Inge Müller

## N
- Natias Neutert
- Dagmar Nick
- Georg Niege
- Helga M. Novak
- Novalis (Friedrich von Hardenberg)

## P
- Oskar Pastior
- Rosa Pock
- Kerstin Preiwuß
- Barbara Pumhösel

## R
- Karl Wilhelm Ramler
- Sophie Reyer
- Rainer Maria Rilke
- Dominique Kristof Rimbaud
- Monika Rinck
- Slata Roschal
- Friedrich Rückert

## S
- Hans Sachs
- Nelly Sachs
- Sabine Scho
- Annette Seemann
- Anna Seghers

- Friedrich Schiller
- Pascal Schmidli
- Arno Schmidt
- Arthur Schnitzler
- Friedrich Leopold Graf zu Stolberg
- Theodor Storm
- Botho Strauss
- Ingo Sundmacher

## T
- Ludwig Tieck
- Georg Trakl
- Kurt Tucholsky

## U
- Ludwig Uhland

## V
- Luise von Ploennies
- Anton Wilhelm von Zuccalmaglio
- Johann Heinrich Voß

## W
- Jan Wagner
- Franz Werfel
- Christa Wolf
- Uljana Wolf
- Wolfram von Eschenbach

## Z
- Stefan Zweig